# 松本良順
松本 良順（まつもと りょうじゅん、1832年7月13日（天保3年6月16日）- 1907年（明治40年）3月12日）は、江戸時代末期（幕末）から明治期の日本の医師（御典医、軍医）、政治家。爵位は男爵。
西洋医学所頭取、将軍侍医、幕府陸軍軍医、大日本帝国陸軍軍医総監（初代）、貴族院貴族院勅選議員などを務めた。父は佐倉藩藩医で順天堂を営む佐藤泰然。外務大臣の林董は実弟。幼名は佐藤順之助。後に幕医の松本良甫の養子となる。明治4年（1871年）に従五位に叙せられた後、順（じゅん）に改名した。号は蘭疇、楽痴。日本の医学の発展に大きく貢献し、牛乳を飲むことと海水浴をすることを日本に定着させた人物としても知られる。

## 略歴
天保3年（1832年）6月16日、江戸麻布（現在の東京都港区）に生まれる。嘉永元年（1848年）、佐倉藩で病院兼蘭医学塾「佐倉順天堂」を開設していた父佐藤泰然の元へ行き、助手を勤める。嘉永2年（1849年）松本良甫の養子となる。嘉永3年（1850年）長男銈太郎誕生。
長崎海軍伝習所における第二次海軍伝習にオランダが軍医を派遣することを聞いた良順は、第一次海軍伝習の伝習所総督を務めた後、第二次海軍伝習生を集めていた永井尚志を説得して、安政4年（1857年）閏5月18日、長崎伝習之御用を命じられ、長崎海軍伝習所に赴く。オランダ軍軍医のポンペに医学等の蘭学を学ぶが、ポンペの医学校建設の志に共鳴した良順は、まず医学伝習を海軍伝習から独立させるよう尽力した。当時の日本では蘭医学は禁じられていたので、他藩からの医師は良順の弟子という形にしてポンペの講義を受けることができるように取り計らった。
1857年11月12日、ポンペは長崎奉行所西役所の一室に医学伝習所（日本における最初の西洋医学校）を設立し、長崎海軍伝習所の第二次派遣教官団であったカッテンディーケに選任されて、医学伝習所の教授となり、良順とその弟子達12名に最初の講義を行なった。その後、次第に多くの医師が集まり手狭となった西役所の一室から大村町の元高島秋帆宅に移った時、良順は病院を付置した医学校建設を決意する。ときの長崎奉行・岡部駿河守長常はポンペと良順に好意的で医学校建設への援助を惜しまなかった。1859年、大老の井伊直弼から突如オランダ人海軍伝習教官の帰国命令が出されたとき、良順は岡部長常と共に医学伝習の存続に奮闘し、ポンペは残留することができた。
1860年、ロシア兵の長崎寄港の際には、遊女の梅毒検査を実施する。1861年9月、長崎養生所が完成すると、良順はその頭取となった。1862年に、ポンペは63名に卒業証書を渡して帰国した。同年文久2年（1862年）閏8月8日、奥詰医師となり、幕府西洋医学所頭取助を兼ねる。
1863年に良順は江戸に帰り、文久3年（1863年）12月26日、奥医師に進み、西洋医学所頭取（東京大学医学部の前身）となる。医学所をポンペ式の授業に改め、前任者緒方洪庵の適塾式の学習に慣れた学生らと対立する。良順は医学所で兵書を読む学生が多いのに憤慨して医学書のみを読むべしと兵書と文法書講読の禁令を出したところ、擁夷熱に冒された医学生のごうごうたる非難を受けたという。前頭取の緒方洪庵の学風は蘭学を広い分野で応用することを認め、大村益次郎、福澤諭吉など多彩な人々が輩出したのに対し、良順と順天堂の学風は医業専一であり、佐藤尚中、関寛斎のような医人が育った。
元治元年（1864年）5月9日、法眼に叙せらる。同年6月1日、奥医師の任を解かれ、寄合医師となる。同年8月15日、奥医師に再任される。将軍侍医などを務め、将軍徳川家茂などの治療を行う。会津藩の下で京都の治安維持のために活動していた新選組の局長である近藤勇とも親交があり、隊士の診療も行う。慶応2年（1866年）夏、第2次長州征伐のため、大坂に出陣していた家茂の病状が悪化、常に近侍するように求められ、当人も不眠で治療にあたることでその信頼に応えたが、その甲斐なく7月20日に死去した。
慶応4年（1868年）の戊辰戦争では、歩兵頭格医師として幕府陸軍の軍医、次いで奥羽列藩同盟軍の軍医となり、会津戦争後、仙台にて降伏した。戦後一時投獄されるが、明治2年（1869年）赦免され、出獄後に東京の早稲田に西洋式病院の蘭疇院設立。山縣有朋などの薦めで明治4年（1871年）に兵部省に出仕。
明治6年（1873年）大日本帝国陸軍初代軍医総監となる。明治23年（1890年）9月29日、貴族院議員に勅選される。明治35年（1902年）4月1日に退役した。明治38年（1905年）3月2日、男爵の爵位を受ける。
明治40年（1907年）3月12日 大磯の邸宅において心臓病のため死去、享年75。墓所は神奈川県中郡大磯町の妙大寺。

## 人物
- 1868年（慶應4年）8月10日に河井継之助の手当てのため会津若松から塩沢に出向き、「肉のタタキ」を土産としたところ河井は喜んで食したという[7]。その後、会津城籠城戦では負傷した藩士の治療のため牛肉によりタンパク質を摂るよう訴えたが、城内に残る藩士は年配者で初代藩主の保科正之以来、牛の肉を食べるなど前代未聞と反対された[7]。そのため松平容保に直訴して負傷した藩士に牛肉を食べさせることとなったが、『松本良順自伝』によると反対していた藩士たちもこっそり食べるようになったと記している[7]。
- 永倉新八が近藤勇、土方歳三のほか殉死した新選組の隊士の供養のため石碑建立の発起人となった際、松本はそれに協力している[8]。
- 長野県湯田中温泉において、温泉入浴法を示し、湯田中温泉を長寿の湯と褒め称えた。現在の湯田中大湯には現在も当時の温泉入浴法が掲げられている。
- 海水浴場開設論を説き、神奈川県大磯町に大磯駅を開業する契機を作り[9]、駅前を別荘地として開発した。
- 牛乳の摂取や海水浴などの普及も行う。
- 2024年現在、日本で唯一「正露丸」ではなく「征」の字を使用している日本医薬品製造社製の征露丸に当人の顔写真がロゴとして使用されている。
- 西洋医学所の頭取であった頃、伊東玄朴を弾劾し失脚に追い込んでいる。

## 栄典
位階
- 1872年1月23日（明治4年12月14日） - 従五位
- 1873年（明治6年）5月25日 - 正五位
- 1886年（明治19年）10月28日 - 従四位[10]
- 1893年（明治26年）7月19日 - 正四位
- 1905年（明治38年）3月2日 - 従三位

勲章等
- 1878年（明治11年）5月14日 - 勲二等旭日重光章
- 1889年（明治22年）11月25日 - 大日本帝国憲法発布記念章[11]
- 1905年（明治38年）3月2日 - 男爵・勲一等瑞宝章

## 親族
- 実父・佐藤泰然
- 養父・松本良甫
- 長男・松本銈太郎 - クーンラート・ハラタマに化学を学び、ユトレヒト大学、ベルリン大学に留学したが、29歳で病死[12]
- 男・松本鵰 - ミュンヘン大学、フライブルク大学に留学し、1893年に帰国後陸軍三等軍医に任じられたが、同年馬入川で船が転覆し25歳で溺死[13][14][15]。
- 八男 松本本松（医学博士、貴族院男爵議員）[16]
- 実弟 林董
- 義兄（佐藤家養嫡子）佐藤尚中、その子に佐藤百太郎
- 義兄（実姉の夫）林洞海、その子に林研海。
- 義弟（実妹の夫）山内作左衛門
- 遠縁に榎本武揚、森鷗外、森電三などがいる。

## 関連作品
- 『新選組!』（2004年、NHK大河ドラマ、演：田中哲司）
- 『JIN-仁- (テレビドラマ)』(TBSテレビ、演：奥田達士)

## 著作
- 『養生法 上』（松本良順 著、山内豊城 補註）英蘭堂。
- 『養生法 下』（松本良順 著、山内豊城 補註）英蘭堂。
- 『民間諸病療治法』（松本順 述, 三宅康昌 記）資生堂、1880年。
- 『病難除』（松本順 述, 藤井綏明, 磐瀬玄策 記）藤井綏明、1880年。
- 『海水浴法概説』（松本順 著, 二神寛治 記）二神寛治、1886年。
- 『民間治療法』（松本順 述, 高松保郎 記）愛生館、1888年。
  - 『民間治療法 訂正再版』（松本順 述, 高松保郎 記）愛生館、1889年。
  - 『民間治療法 改訂3版』（松本順 述, 高松保郎 記）愛生館、1905年。
- 『通俗民間治療法』（松本順 述, 高松保郎 記）愛生館、1889年。
- 『通俗医療便方』張秀則、奥村周助、1892年。
- 『新撰医療便方 訂2版』松寿堂、1892年。
- 『通俗衛生小言』顕光閣、1910年。
- 『松本順自伝、長與專齋自伝』（小川鼎三・酒井シヅ校注）平凡社〈東洋文庫386〉、1980年。原題は『蘭疇自伝』
  - 『松本順自伝、長與專齋自伝』（小川鼎三・酒井シヅ校注）平凡社〈ワイド版東洋文庫〉、2008年。

### 関連書籍
- 司馬遼太郎『胡蝶の夢』新潮文庫（全4巻）ほか。主人公は司馬凌海
- 吉村昭『暁の旅人』講談社、2005年／講談社文庫、2008年。他に「吉村昭歴史小説集成七」岩波書店
- 火坂雅志『美食探偵』講談社文庫、新版・角川文庫。主人公は村井弦斎